# Харків (моторвагонне депо)

Моторваго́нне депо́ «Харків» (РПЧ-1, колишнє ТЧ-14) — моторвагонне депо Південної залізниці, знаходиться у місті Харків.

## Історія
Моторвагонне депо засноване у 1960 році на базі депо «Жовтень», у вересні 2015 року перейменоване на локомотивне депо «Харків-Головне».
22 грудня 1960 року, для проходження планового ремонту, у депо прибув перший електропоїзд.
Пошкоджено внаслідок російських масованих ракетних ударів по цивільній залізничній інфраструктурі Харківщини 23 та 24 травня 2024 року, шестеро залізничників зазнали поранень.

## Обслуговування
Обслуговує пасажирські приміські перевезення на дільницях:
- Харків-Пасажирський — Козача Лопань
- Харків-Пасажирський — Лозова — Гусарівка — Краматорськ
- Харків-Пасажирський — Власівка
- Харків-Левада / Харків-Пасажирський — Ізюм — Лиман
- Харків-Левада / Лосєве — Гракове.

Перевезення на регіональних поїздах за маршрутами:
- Харків-Пасажирський / Лиман — Дніпро-Головний
- Харків-Пасажирський — Костянтинівка
- Харків-Левада — Бахмут
- Харків-Пасажирський — Бєлгород (скасований у 2017 році)
- Харків-Пасажирський — Запоріжжя I (скасований у 2020 році).

Дільницю Харків — Козача Лопань обслуговують електропоїзди ЕР2, ЕР2Р, ЕР2Т, крім цього, до 2014 року на ділянці Харків — Бєлгород курсували електропоїзди ЕР2, ЕД4, ЕД4М депо Бєлгород.
З 13 лютого 2015 року, через припинення російською стороною в односторонньому порядку дії договору про спільну організацію руху поїздів на прикордонних залізничних ділянках з Російською Федерацією і в зв'язку з низьким пасажиропотоком «Укрзалізницею» було скасовано єдиний залишившився тоді електропоїзд № 816/815 Харків — Бєлгород.
З 2014 року моторвагонне депо здійснює технічне обслуговування електропоїздів серій ЕР2Т та ЕД2Т, що працюють на лініях Лиманської дирекції Донецької залізниці.

## Рухомий склад
| Електропоїзди постійного струму серій | Електропоїзди постійного струму серій | Електропоїзди постійного струму серій                                                          |
| Модель                                | Кількість, шт.                        | Номери                                                                                         |
| ------------------------------------- | ------------------------------------- | ---------------------------------------------------------------------------------------------- |
| ЕР2                                   | 1                                     | 1035                                                                                           |
| ЕР2Р                                  | 15                                    | 3061, 7033, 7034, 7035, 7036, 7042, 7043, 7044, 7045, 7069, 7070, 7071, 7072, 7073, 7086, 7087 |
| ЕР2Т                                  | 4                                     | 7104, 7106, 7110, 7119, 7211                                                                   |
| ЕТ2                                   | 1                                     | 007                                                                                            |